# Jacques Michaud
Pour les articles homonymes, voir Michaud.
Jacques Michaud, né le 11 juillet 1951 à Saint-Julien-en-Genevois, est un coureur cycliste français, professionnel de 1979 à 1984. Il commence sa carrière professionnelle sous l'égide de Jean de Gribaldy, découvreur de talents. Il devient ensuite directeur sportif.

## Palmarès

### Palmarès amateur
- 1973
  - 2e du championnat de France du contre-la-montre par équipes
- 1974
  - Grand Prix de Vougy
- 1976
  - 2e du Tour de Nouvelle-Calédonie
- 1977
  - Grand Prix du Faucigny
- 1978
  - 3e du Tour Européen

### Palmarès professionnel
- 1979
  - Classement général de l'Étoile de Bessèges
  - 2e du Grand Prix de Grasse
- 1981
  - 3e du Grand Prix de la côte normande
- 1982
  - 2e étape du Critérium du Dauphiné libéré
  - 3e du Championnat de France sur route
  - 8e du Championnat de Zurich
- 1983
  - 2e (contre-la-montre par équipes) et 18e étapes du Tour de France
  - 2e du Championnat de France sur route
  - 6e du Grand Prix du Midi libre
- 1984
  - 2e de la Flèche finistérienne
  - 3e du championnat de France de l'américaine (avec Serge Beucherie)

## Résultats sur les grands tours

### Tour de France
5 participations
- 1979 : 40e
- 1980 : 72e
- 1981 : 23e
- 1982 : 18e
- 1983 : 19e, vainqueur des 2e (contre-la-montre par équipes) et 18e étapes